# Ślęża

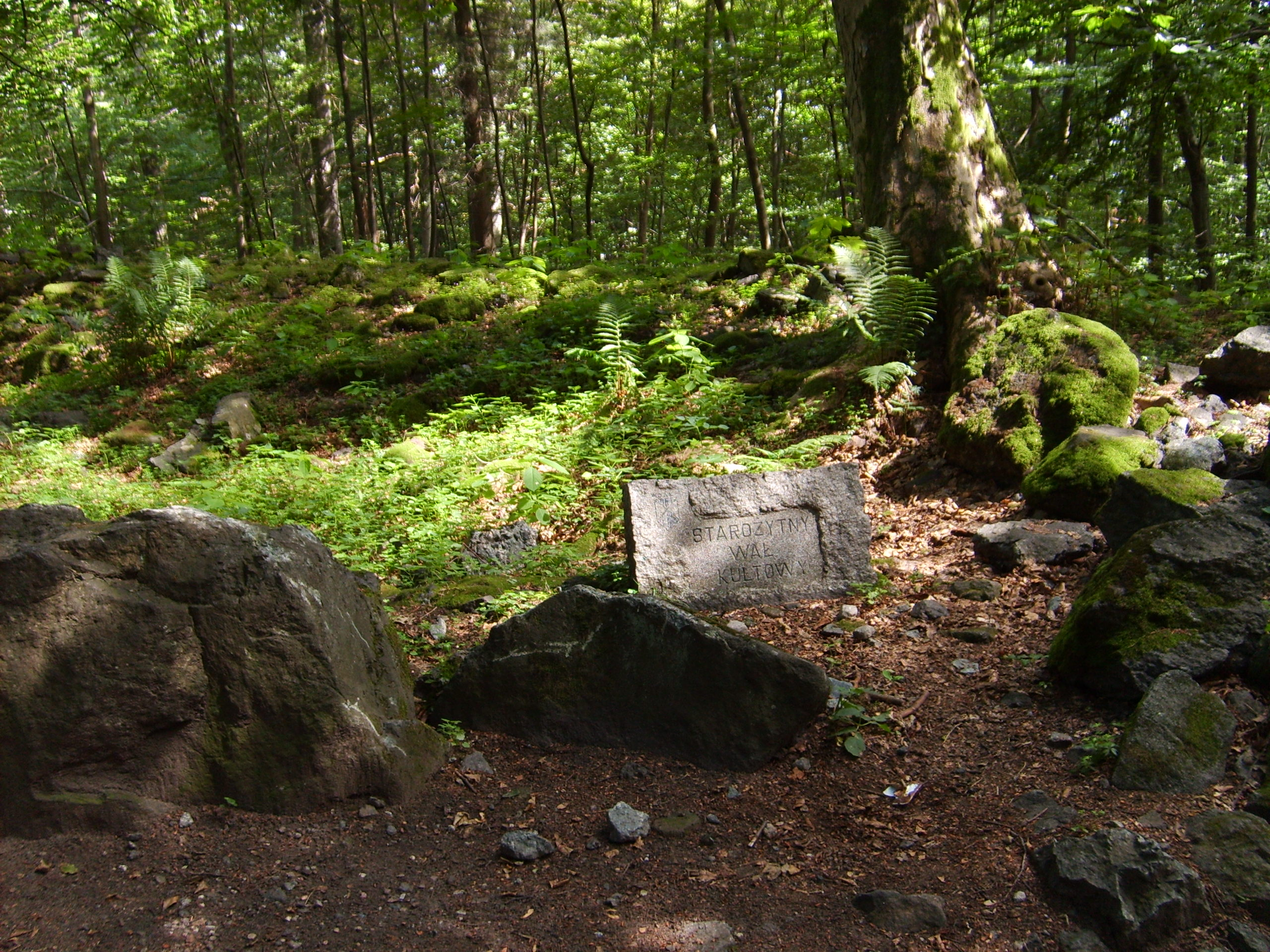
Trên đỉnh núi Ślęża

Ślęża hay Zobtenberg (sau này cũng gọi là Siling) là một ngọn núi ở Sudeten Foreland (tiếng Ba Lan: Przinggórze Sudeckie) ở Lower Silesia, cách 30 km (19 mi) từ Wrocław, miền nam Ba Lan. Khu bảo tồn thiên nhiên này được xây dựng chủ yếu bằng đá granit cao 718 m và được rừng bao phủ. Đỉnh núi có một túp lều du lịch được PTTK quản lý, ngoài ra có đài truyền hình và đài phát thanh, nhà thờ Mary, những tàn tích không thể nhìn thấy của lâu đài và tháp quan sát. Ngọn núi và khu vực xung quanh tạo thành một khu vực được bảo vệ gọi là Công viên Cảnh quan Ślęża.

## Núi thiêng

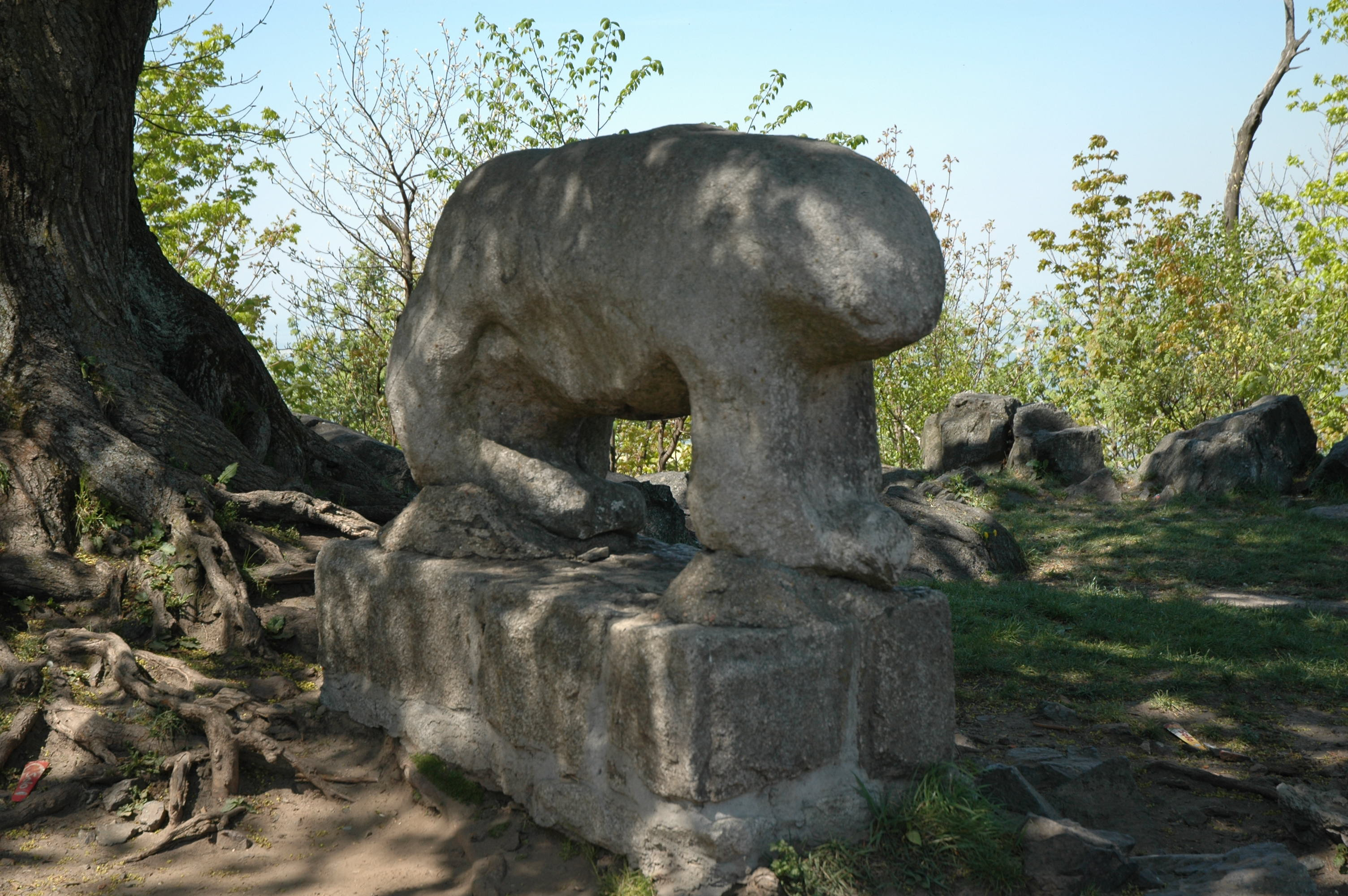
Tác phẩm điêu khắc sùng bái cổ xưa (có lẽ là người Celtic) trên đỉnh núi Slęża

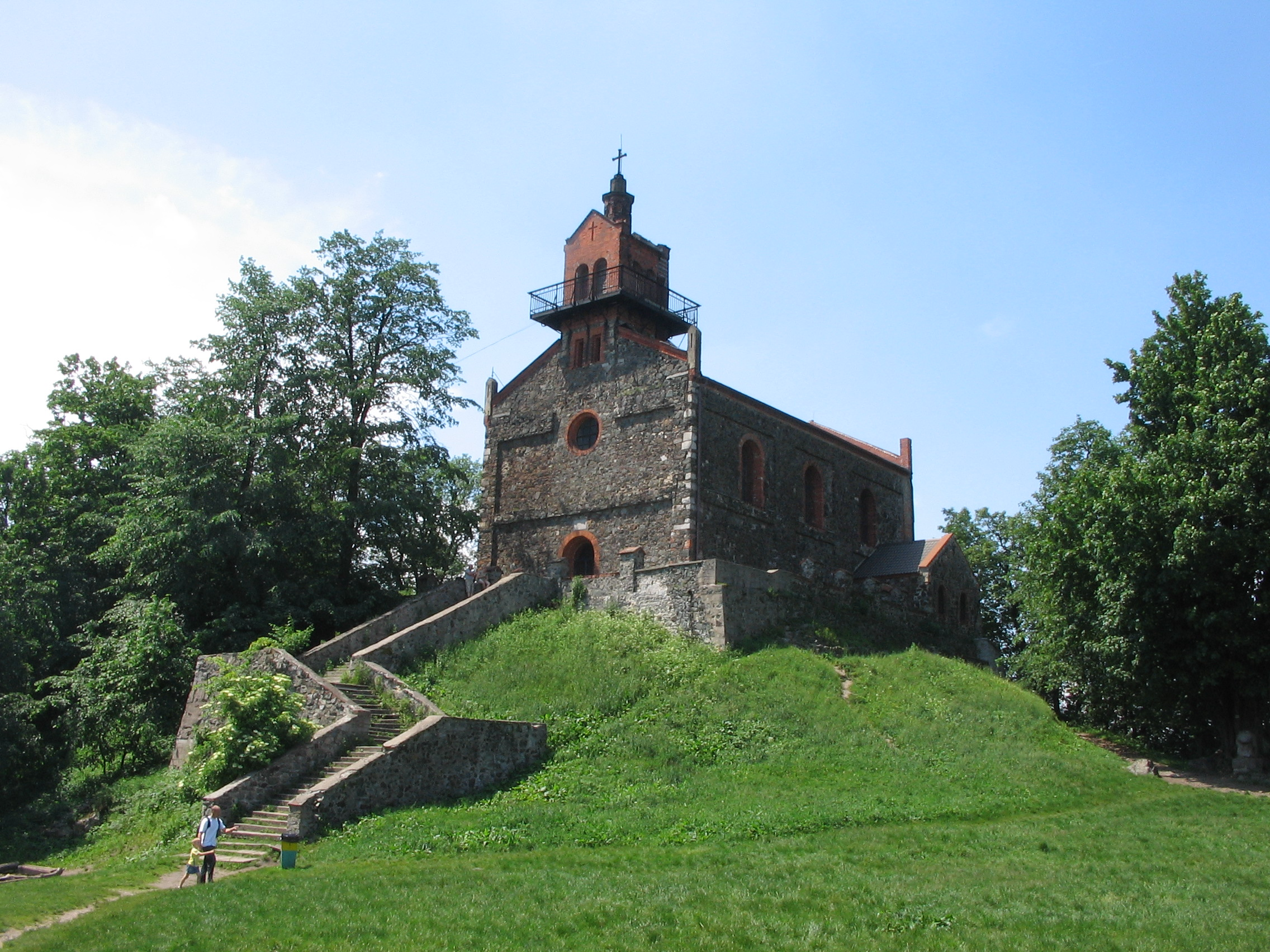
Nhà thờ trên đỉnh núi

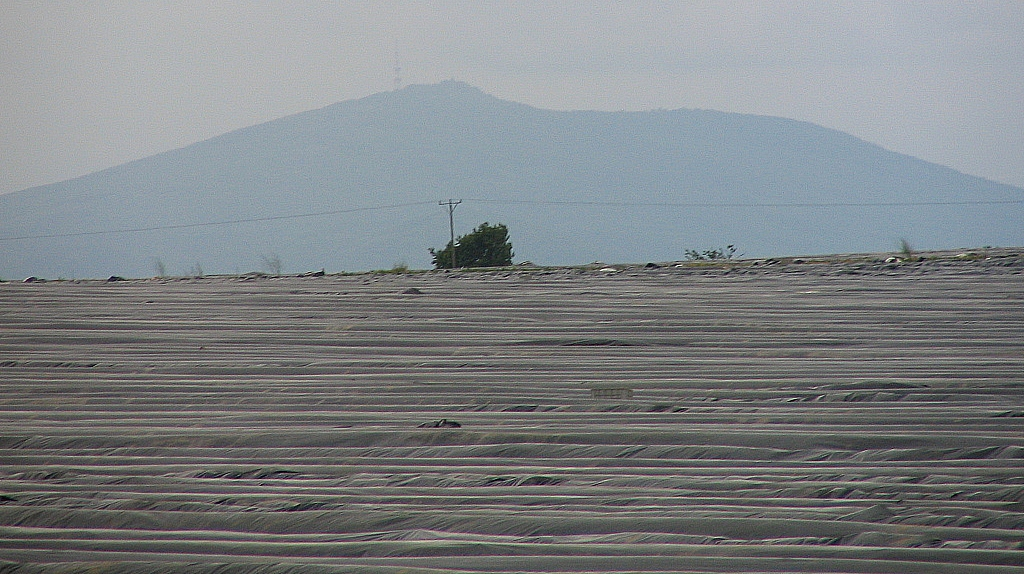
Núi Ślęża

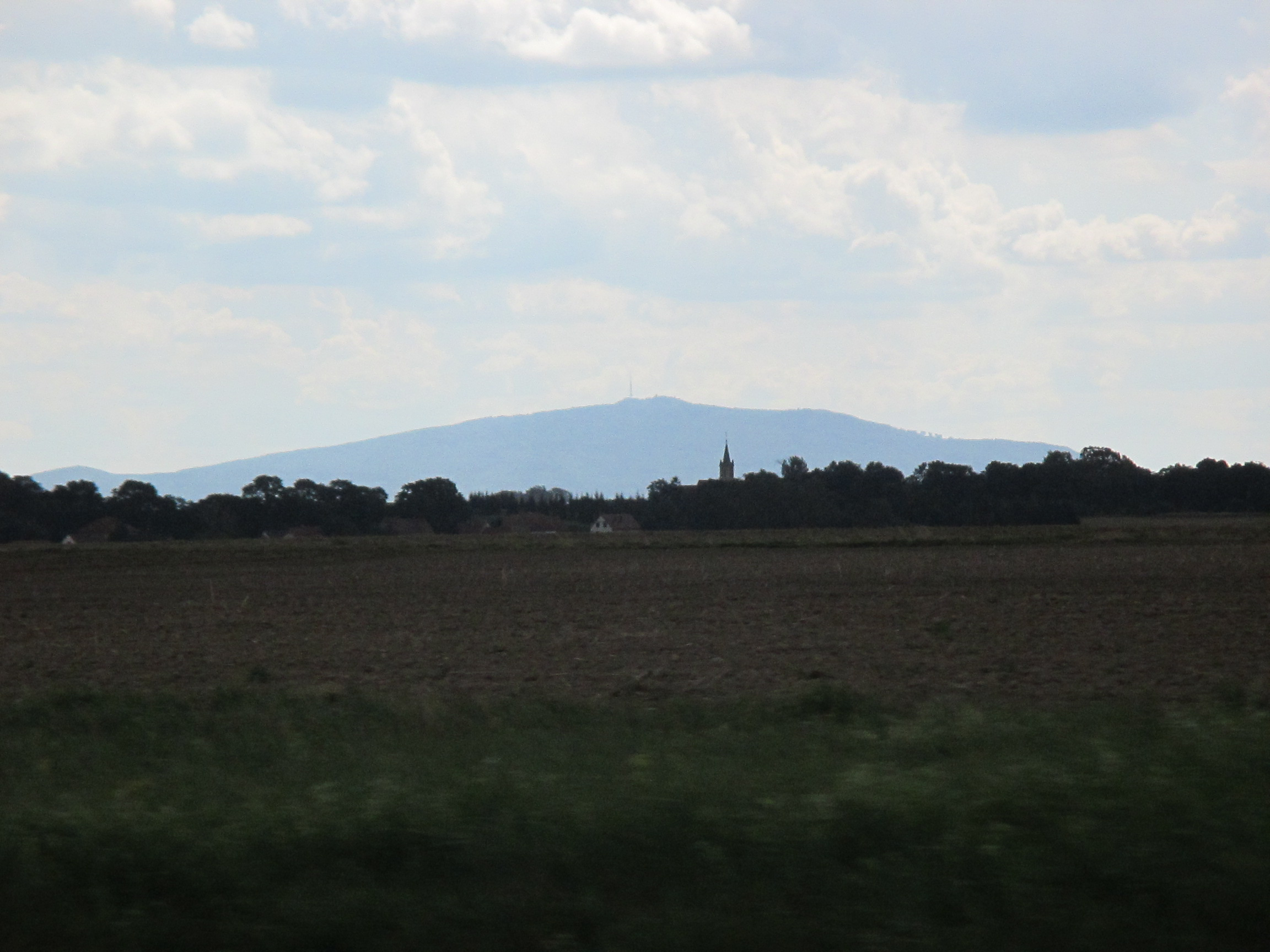
Núi Ślęża nhìn từ phía bắc, từ đường cao tốc A4.

Trong thời kỳ đồ đá mới và ít nhất là từ thế kỷ thứ 7 trước Công nguyên, núi Ślęza (Zobten) là một thánh địa của các bộ lạc thuộc nền văn hóa Lusatian. Sau đó nó đã được định cư bởi người Slavs. Người Silingi, một nhóm cư dân của bộ lạc Đông Đức được gọi là Người Vandal là những cư dân đầu tiên của Silesia được biết đến, tuy nhiên phần lớn trong số họ đã di chuyển về phía tây sau thế kỷ thứ 5 sau Công nguyên và phần còn lại dần được thay thế vào thế kỷ thứ 6 bởi các bộ lạc người Slavic, họ đã đồng hóa một số ít cư dân Đông Đức còn lại. Người Silingi là một phần của văn hóa Przeworsk. Tên của lãnh thổ Silesia có thể bắt nguồn từ sông Ślęza, hoặc từ Núi Ślęża, mà họ đã lấy tên từ một trong hai để đặt tên cho khu vực này, theo các tác giả người Đức, là người Silingi, hoặc, theo các tác giả Slavisist, là người Ślężanie.
Bộ lạc Slavic Ślężanie đã đến định cư ở khu vực vào khoảng thế kỷ thứ 6 sau Công nguyên. Vào thế kỷ thứ 10, Mieszko I của triều đại Piast đã hợp nhất Silesia vào nhà nước Ba Lan. Từ nguyên của ngọn núi có sự tranh cãi cao giữa nguồn gốc tiếng Slavic, tiếng Đức hoặc nguồn gốc ngôn ngữ Ấn-Âu khác. Tên gọi đã được ghi lại trong một số hình thức. Như monte Silencii, vào năm 1108, hay như monte Slez vào năm 1245. Kitô giáo xuất hiện đầu tiên bởi các nhà truyền giáo Slavonic của Giáo hội Byzantine là Cyril và Methodius và bởi giáo phận Regensburg, sau đó vào thế kỷ thứ 10, người Bohemia đã nhận được một giám mục, Prague, nơi chịu sự giám mục của Mainz. Núi Ślęża là một thánh địa cổ xưa dành cho các bộ lạc địa phương dành riêng thờ một vị thần mặt trời, và vẫn là một nơi linh thiêng trong thời kỳ Kitô giáo. Vào nửa đầu thế kỷ 12, chủ sở hữu của nơi này là thống đốc công tước Ba Lan, Piotr Włostowic, người đã thành lập một tu viện thuộc dòng Augustinian sau đó được chuyển đến Wrocław vào năm 1153. 

## Từ nguyên
Người Silesia có thể được đặt theo tên của người Silingi, vì người Silingi là cư dân trước đây của khu vực này. Một cách giải thích khác nói rằng từ này có lẽ bắt nguồn từ một từ Silesian có nghĩa là "nơi đầm lầy ẩm ướt", động từ tương ứng là "Ślęgnąć" có nghĩa là "trở nên ẩm ướt".

## Trong văn hóa
Núi Ślęża đã được miêu tả rất nổi tiếng nhưng không điển hình trong bộ phim độc lập Ba Lan (ở Ba Lan có tên là Bulgkie Kino Niezależne) Edi800 trong bộ phim Ślęża Manekin Project III.

## Điểm phát sóng
Trên Ślęża có một cơ sở cho truyền phát FM và TV, sử dụng tháp mắt cáo đứng cao 136 mét (có thêm ống nối). Tòa tháp hiện tại được xây dựng vào năm 1972 đã thay thế cho một tòa tháp cao 98 mét được xây dựng vào năm 1957, cấu trúc mới của tòa tháp đã được xây dựng.